# Les Marchands de gloire
Les Marchands de gloire est une pièce de théâtre écrite par Marcel Pagnol et Paul Nivoix, créée le 15 avril 1925, au théâtre de la Madeleine, avec Pierre Renoir, Suzy Prim, Constant Rémy, André Berley, mise en scène par Gabriel Signoret.

## Argument
Henri Bachelet est un héros de la guerre de 1914-1918 mort au combat. Son père Édouard, ancien antimilitariste, se sert de la gloire de son fils pour monter dans l'échelle sociale et faire une carrière politique. Mais, au moment où Édouard va devenir ministre, Henri réapparaît: il n'était pas mort en héros, mais blessé et (peut-être) amnésique dans un hôpital et loin d'être un héros. Il porte de plus un regard fortement critique sur la guerre. Le retour de ce fils plus ou moins déserteur dynamite le père qui a bâti sa carrière sur une surenchère militaro-patriotique et nationaliste de style Croix de feu.